# Francesca de Planella i d'Erill
Francesca de Planella i d'Erill   () va ser una noble catalana, baronessa de Talamanca.

## Biografia
Era filla de Pere de Planella-Talamanca, baró de Talamanca, i de Constança d'Erill.
El setembre de 1668 es va casar amb Joan d'Amat i Despalau, senyor de Castellbell i baró de Granera, i tingueren dos fills. L'hereu Josep d'Amat i de Planella va ser el primer marquès de Castellbell i va heretar la baronia de Talamanca. Va ser el pare de Manuel d'Amat i de Junyent, virrei del Perú (1761-1776). El segon va ser Francesc d'Amat i Planella.